# Pokój w kolorach szczęścia
Pokój w kolorach szczęścia (jap. 幸色のワンルーム Sachi’iro no wan rūmu) – manga napisana i ilustrowana przez Hakuri, publikowana w internetowym czasopiśmie Pixiv wydawnictwa Square Enix od lutego 2017 roku.
Na podstawie mangi w 2018 roku powstał aktorski serial telewizyjny. Autor tworzy także spin-off głównej opowieści.
W Polsce manga oraz jej spin-off są wydawane przez wydawnictwo Studio JG.

## Fabuła
Nieznana z imienia czternastolatka, która jest maltretowana przez matkę, dręczona przez koleżanki z klasy i molestowana przez nauczyciela, decyduje się popełnić samobójstwo. Przed śmiercią ratuje ją nieznany z imienia 26-latek noszący maskę. Dziewczyna decyduje się uciec i zamieszkać z nieznajomym chłopakiem, którego odtąd nazywa „starszym bratem”. Policja traktuje zniknięcie dziewczyny jako porwanie i dokłada wszelkich starań, by ją odnaleźć. Chłopak i dziewczyna obiecują sobie, że jeśli unikną policji pobiorą się, a jeśli zostaną znalezieni, popełnią samobójstwo.

## Bohaterowie
- Starszy brat (jap. お兄さん Onii-san) – nieznany z imienia białowłosy mężczyzna zakrywający twarz maską. Jest stalkerem dziewczyny, ściany jego pokoju pokrywają zdjęcia robione dziewczynie z ukrycia. Będąc świadkiem próby samobójczej dziewczyny decyduje się ją porwać, by ta posmakowała szczęścia.

- Sachi (jap. 幸) – nieznana z imienia czternastolatka, która w wyniku trudnej sytuacji życiowej decyduje się umrzeć. Porywacz nadaje jej imię Sachi („szczęście”).

- Matsubase – dorosły mężczyzna (28 lat) o wyglądzie gimnazjalisty. Założyciel biura detektywistycznego. Główny bohater spin-offu Genialny detektyw Matsubase.

- Yashiro – 23 latek na stażu u detektywa Matsubase. Bardzo wysoki blondyn, nadopiekuńczy, niańczy Matsubase.

## Manga
Manga, napisana i ilustrowana przez Hakuri, publikowana była w internetowym czasopiśmie „Pixiv” wydawnictwa Square Enix. Pierwszy rozdział tej mangi ukazał się w tym czasopiśmie 22 lutego 2017 roku. W Polsce prawa do jej dystrybucji nabyło wydawnictwo Studio JG.
| Nr | Język japoński    | Język japoński         | Język polski         | Język polski           |
| Nr | Data wydania      | ISBN                   | Data wydania         | ISBN                   |
| -- | ----------------- | ---------------------- | -------------------- | ---------------------- |
| 1  | 22 lutego 2017    | ISBN 978-4-7575-5264-7 | 26 kwietnia 2019     | ISBN 978-83-8001-423-7 |
| 2  | 22 lipca 2017     | ISBN 978-4-7575-5410-8 | 28 czerwca 2019      | ISBN 978-83-8001-454-1 |
| 3  | 22 listopada 2017 | ISBN 978-4-7575-5526-6 | 30 sierpnia 2019     | ISBN 978-83-8001-480-0 |
| 4  | 22 marca 2018     | ISBN 978-4-7575-5661-4 | 30 października 2019 | ISBN 978-83-8001-502-9 |
| 5  | 21 września 2018  | ISBN 978-4-7575-5849-6 | 20 stycznia 2020     | ISBN 978-83-8001-528-9 |
| 6  | 22 lutego 2019    | ISBN 978-4-7575-5264-7 | 23 marca 2020        | ISBN 978-83-8001-547-0 |
| 7  | 21 września 2019  | ISBN 978-4-7575-6221-9 | 1 czerwca 2020       | ISBN 978-83-8001-585-2 |
| 8  | 22 czerwca 2020   | ISBN 978-4-7575-6671-2 | 31 grudnia 2020      | ISBN 978-83-8001-684-2 |
| 9  | 21 maja 2021      | ISBN 978-4-7575-7262-1 | 30 marca 2022        | ISBN 978-83-8001-905-8 |
| 10 | 20 maja 2022      | ISBN 978-4-7575-7928-6 | 28 marca 2023        | ISBN 978-83-8257-138-7 |
| 11 | 21 grudnia 2022   | ISBN 978-4-7575-8319-1 | 30 sierpnia 2023     | ISBN 978-83-8257-241-4 |

W 2017 roku manga zajęła trzecie miejsce w rankingu najlepszy komiks internetowy przeprowadzonym przez Pixiv i Nippon Shuppan Hanbai.

### Spin-off
Powstał także spin-off mangi, również autorstwa Hakuri, zatytułowany Pokój w kolorach szczęścia. Genialny detektyw Matsubase (jap. 幸色のワンルーム 外伝 正壊の名探偵 Sachi’iro no wanrūmu gaiden seikai no meitantei). Publikowany jest w internetowym czasopiśmie „Gangan Pixiv” wydawnictwa Square Enix. Manga ta stanowi prequel głównej serii, a jej głównym bohaterem jest detektyw Hijiri Matsubase. Manga zakończyła się wraz z czwartym tomem.
W Polsce serię tę wydało Studio JG.
| Nr | Język japoński   | Język japoński         | Język polski     | Język polski           |
| Nr | Data wydania     | ISBN                   | Data wydania     | ISBN                   |
| -- | ---------------- | ---------------------- | ---------------- | ---------------------- |
| 1  | 21 września 2019 | ISBN 978-4757562752    | 28 września 2020 | ISBN 978-83-8001-613-2 |
| 2  | 22 czerwca 2020  | ISBN 978-4-7575-6672-9 | 12 maja 2021     | ISBN 978-83-8001-717-7 |
| 3  | 21 maja 2021     | ISBN 978-4-7575-7263-8 | 24 marca 2022    | ISBN 978-83-8001-882-2 |
| 4  | 20 maja 2022     | ISBN 978-4-7575-7929-3 | 20 kwietnia 2023 | ISBN 978-83-8257-137-0 |

## Serial telewizyjny
Powstawanie adaptacji mangi w formie serialu live action zostało ogłoszone w marcu 2018 roku.
Główne role odgrywają Anna Yamada jako Sachi oraz Shūhei Uesugi jako starszy brat. W innych rolach zostali obsadzeni: Hōka Kinoshita, Akiko Hinagata, Junki Tozuka, Mai Watanabe, Saito Nagisa i Maika Sasaki. Kolejne odcinki miały być wyświetlane na kanale TV Asahi od 7 lipca 2018 roku i na kanale ABC od 8 lipca 2018 roku. Ostatecznie jednak ze względu na podejrzenia widzów, że manga może opierać się na rzeczywistym porwaniu i przedstawiać je w pozytywnym świetle, stacja TV Asahi zdecydowała się na niewyświetlanie serii telewizyjnej do czasu wyjaśnienia sprawy.
Zespół Flow wykonuje czołówkę serialu, zatytułowaną „Neiro” (jap. 音色).
| N/o | Tytuł odcinka                                        | Premiera         |
| --- | ---------------------------------------------------- | ---------------- |
| 1   | Namae o suteta shōjo (名前を捨てた少女)              | 8 lipca 2018     |
| 2   | Uso to hon'ne (嘘と本音)                             | 15 lipca 2018    |
| 3   | Kieta shashin (消えた写真)                           | 29 lipca 2018    |
| 4   | Yukai-han no wana (愉快犯の罠)                       | 13 sierpnia 2018 |
| 5   | Haikyo no kekkonshiki (廃墟の結婚式)                 | 19 sierpnia 2018 |
| 6   | Saisho no uso (最初の嘘)                             | 26 sierpnia 2018 |
| 7   | Inochigake no gēmu (命がけのゲーム)                  | 2 września 2018  |
| 8   | Saishūshō: Aratana wanrūmu (最終章 新たなワンルーム) | 9 września 2018  |
| 9   | Gēmu no owari (ゲームの終わり)                       | 16 września 2018 |
| 10  | Eien no nemuri (永遠の眠り)                          | 23 września 2018 |